# Andreas Cassius (Jurist)
Andreas Cassius (* 2. Dezember 1563 in Pollnow; † 6. August 1618 in Schleswig) war ein deutscher Jurist und Kanzleisekretär.

## Leben und Wirken
Andreas Cassius war ein Sohn des Pollnower Bürgers Carsten (Christian) Caßke und dessen Ehefrau Catharina, geborene Cramon, die aus Pollnow stammte. Nach einem Besuch von Schulen in Pollnow und Köslin wechselte er an das Katharineum zu Lübeck. Ab Oktober 1585 studierte er an der Universität Rostock, konnte das Studium jedoch aufgrund finanzieller Probleme nicht abschließen. Danach arbeitete er als Hauslehrer des königlich dänischen Rates Joachim Reiche in Lübeck. Anschließend arbeitete er anderthalb Jahre als Rektor der Domschule Ratzeburg sowie vier Jahre als Hauslehrer des Adligen Jürgen Sehestedt auf Perdoel (heute Ortsteil von Belau).
Cassius’ Arbeitgeber Sehestedt hatte zwei Söhne namens Alexander und Cai, die er als Hofmeister betreute. Gemeinsam mit diesen ging er nach Heidelberg, wo er sich am 14. Juli 1595 an der dortigen Universität einschrieb, um sein eigenes Studium fortzuführen. Für nahezu drei Jahre besuchte er danach das Akademische Gymnasium in Straßburg. Anschließend studierte er gemeinsam mit einem Sohn des Flensburger Amtmannes Claus von Ahlefeldt auf Gelting in Helmstedt und Marburg. Danach unternahm er eine Studienreise.
Der Gottorfer Kanzler Nicolaus Junge empfahl Cassius, als Advokat zu arbeiten. Cassius folgte dem Rat und zog 1600 nach Schleswig. Im Juni 1603 folgte er einem Ruf der Gottorfer Kanzlei und übernahm als Junges Sekretär die wichtigste Position bei der Führung von Verwaltung und Justiz. Cassius war hier bis 1615 tätig und arbeitete danach erneut als Advokat und Schleswiger Ratsherr. Warum er den Wechsel vollzog, ist nicht dokumentiert. Zu vermuten ist, dass die Konflikte zwischen Lutheranern und Kryptocalvinisten am Gottorfer Hof ausschlaggebend waren. So sagte sein Freund Christian Schlee in der Leichenpredigt, dass Cassius sehr rechtgläubig gewesen sei und seine Kontrahenten ihn „um Christi willen“ verfolgt hätten. Er habe „viel lieber erwählet, Ungemach zu leidenn, denn die zeitliche Ergetzung des verdammlichen Unglaubens zu haben“. Schlee wies außerdem darauf hin, dass such Cassius immer dafür eingesetzt habe, die Schleswiger Domschule zu verbessern und in der Stadt öffentliche Ordnung zu schaffen.

## Familie
Cassius war mit Sophia Festersen († 1645 in Eutin) verheiratet. Sie war eine Tochter des Flensburger Kaufmannes und Ratsherren Fester (Sylvester) Festersen und Helene Pommerening, die wiederum eine Tochter des Nordstrander Landschreibers Hans Pommerening und der Flensburger Bürgermeisterstochter Agatha Fincke war.
Cassius hatte vier Töchter und vier Söhne, von denen zum Zeitpunkt seines Todes noch Andreas, Helena, Christian, Johann, Catharina und Sophia lebten.
- Andreas Cassius zog nach Hamburg und hatte zwei Söhne namens Andreas (* 1645; † um 1700 in Lübeck) und Johannes Andreas (* 1651; † 1720 in Hamburg), die wie er selbst den Arztberuf ergriffen. Johannes Andreas Cassius hatte fünf Kinder, darunter Andreas (1681–1736) sowie Hieronymus (1657–1754), die ebenso in Hamburg als Ärzte tätig waren.
- Christian Cassius arbeitete als Jurist und Geheimer Rat des Fürstbischofs von Lübeck. Er starb kinderlos.
- Johann Cassius († 1649) arbeitete 1637 und 1641 nachweislich als Gottorfer Hausvogt in Lügumkloster. Er hatte einen Sohn namens Andreas, der in Rostock, Jena und Helmstedt studierte und danach offensichtlich für das Haus Hannover arbeitete. Auch Christian Cassius (1640–1699) war vermutlich einer seiner Söhne. Ein weiterer Sohn könnte Martin Cassius († 1708) gewesen sein. Er arbeitete anfangs als dänischer Feldprediger und ab 1675 als Pastor auf Poel. Sichere Belege für diesen familiären Zusammenhang fehlen aber.
- Catharina Cassius (1613–1669) heiratete 1632 in erster Ehe Johann Lucht († 1640), der als Amtsverwalter von Lügumkloster arbeitete. In zweiter Ehe heiratete sie 1644 Daniel Janus (1661–1669), zu dieser Zeit als Superintendent in Eutin tätig war. Später wechselte er als Superintendent nach Güstrow.